# Stygocyathura cuborientalis
Stygocyathura cuborientalis är en kräftdjursart som först beskrevs av Lazar Botosaneanu och Jan Hendrik Stock 1982.  Stygocyathura cuborientalis ingår i släktet Stygocyathura och familjen Anthuridae. Inga underarter finns listade i Catalogue of Life.